# Företagshemvärn
Företagshemvärn skiljer sig från det allmänna hemvärnet endast på så sätt att det är grupperat vid ett visst företag eller en viss anläggning och inte får flyttas därifrån utan företagsledningens godkännande.